# Paul R. Gregory
Paul R. Gregory (* 1941) ist ein US-amerikanischer Wirtschaftswissenschaftler.
Paul R. Gregory studierte an der University of Oklahoma (B.A. 1963 in Wirtschaftswissenschaft, M.A. 1964 in Russisch) und an der Harvard University (Ph.D. 1969 in Wirtschaftswissenschaft). Von 1969 bis 1972 lehrte er an der University of Oklahoma, seit 1972 an der University of Houston in Texas. Er hält dort eine Professur als Cullen Distinguished Professor of Economics. Sein Forschungsschwerpunkt als Wirtschaftshistoriker liegt in der sowjetischen Ökonomie.